# Estádio Brinco de Ouro da Princesa
O Estádio Brinco de Ouro da Princesa, ou Brinco de Ouro, é um estádio localizado em Campinas, no interior do estado de São Paulo, Brasil. É o maior estádio da cidade, inaugurado em 31 de maio de 1953. É a casa do Guarani Futebol Clube.

## História

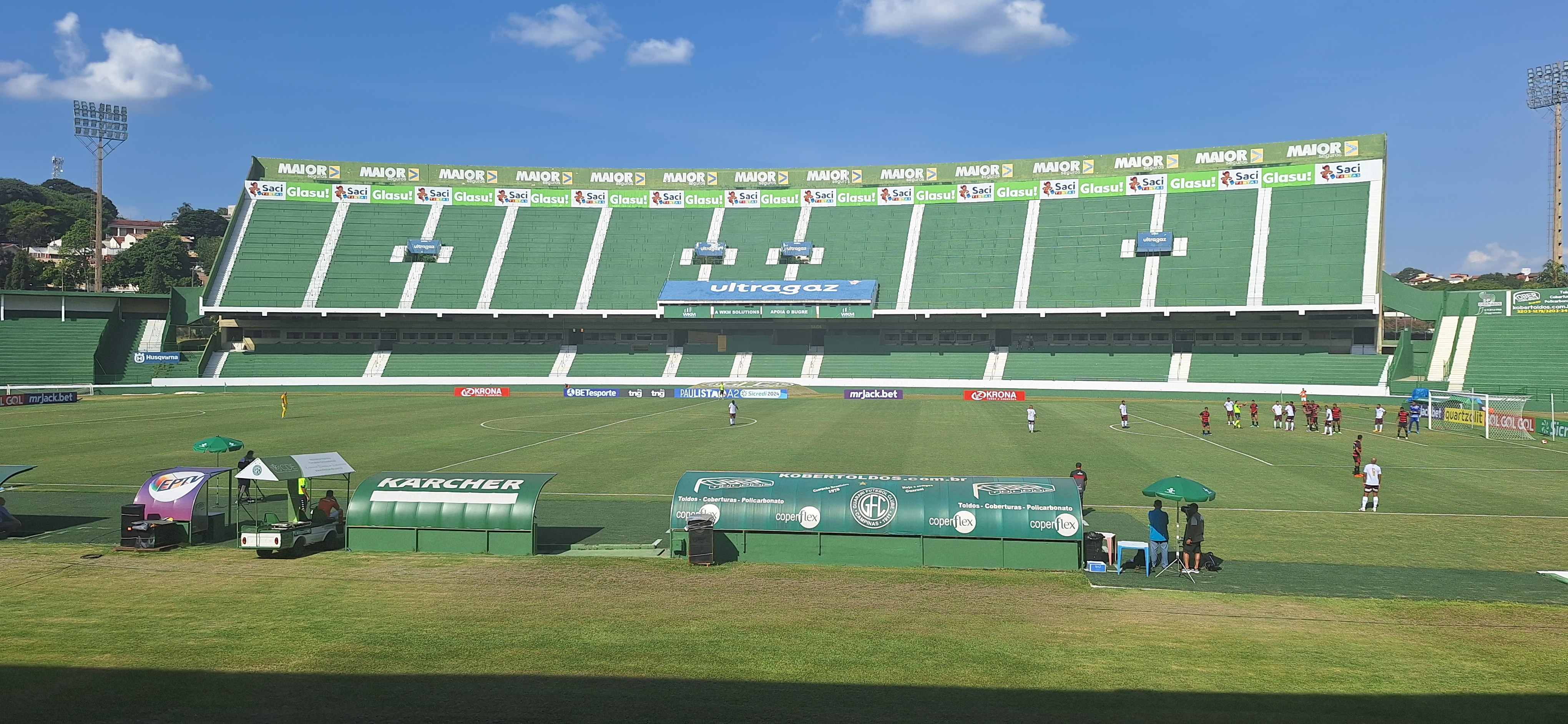
Interior do estádio

Inaugurado em 1953, projeto feito pelos arquitetos modernistas Oswaldo Corrêa Gonçalves (Riviera de São Lourenço) e Ícaro de Castro Mello, sua denominação popular ocorreu após o jornalista João Caetano Monteiro Filho, quando da apresentação de sua maquete, ter publicado a matéria no "Correio Popular" com o título "Brinco de ouro para a "princesa'", comparando o formato circular do futuro estádio a um brinco e fazendo um trocadilho com o "apelido" da cidade de Campinas (Princesa D'Oeste). Na ocasião o presidente do clube era Dr. Ruy Vicente de Mello, médico e também proprietário do Sanatório Santa Izabel em Campinas.
Palmeiras e Fluminense foram os convidados de honra para as partidas de inauguração, mas por motivo de forte chuva no dia da primeira partida, em 31 de maio de 1953, a maioria das solenidades de inauguração foram transferidas para a partida contra o Fluminense, disputada em 4 de junho, com vitória do clube visitante por 1 a 0.
A iluminação foi inaugurada em 11 de janeiro de 1964, com um jogo amistoso no qual o Guarani venceu o Flamengo por 2 a 1.
Sua capacidade atual, segundo o Laudo de Segurança de Campinas, disponibilizado pela FPF é de 20.580 pessoas.
O recorde de público do estádio é de 52 002 pessoas, no jogo Guarani versus Flamengo em 1982 (a capacidade divulgada naquela época era de 53 mil pessoas, diminuída para efeito de proporcionar maior conforto e segurança para os espectadores). Pelos atuais critérios de dimensionamento de público nos Estádios, essas marcas não mais poderão ser batidas.
Até 1978, o estádio não possuía o Tobogã (a arquibancada superior), possuindo capacidade para 32 mil pessoas segundo os padrões de medição daquela época, embora em 26 de novembro de 1975 tenha recebido 34 513 espectadores em partida contra o Fluminense pelo Campeonato Brasileiro.
Em campeonatos paulistas o recorde de público do Brinco de Ouro foi registrado em 31 de julho de 1988 na partida disputada entre Guarani e Corinthians, quando 49.604 torcedores estiveram presentes.
As dimensões do gramado de jogo foram aumentadas de 105 x 70m para 110m de comprimento, por 75m de largura, na primeira reforma do gramado, em 2002.
O Brinco de Ouro da Princesa foi palco de partidas memoráveis, inclusive de várias decisões de campeonatos. A Seleção Brasileira pisou em seu gramado duas vezes: em 1966 (quando realizou jogos treino contra um combinado campineiro, durante a preparação para a Copa do Mundo de 1966, na Inglaterra) e em 5 de maio de 1990 (em preparação para a Copa daquele ano), quando venceu a Bulgária por 2 a 1, registrando o segundo maior público do estádio: 51.720 pagantes.
Em 2014, em virtude de o estádio ter sido usado para treinamento da Seleção Nigeriana durante a Copa do Mundo, o gramado teve suas dimensões reduzidas para 105 x 68 m, e foram mantidas após o evento.
No dia 18 de março de 2015, o estádio foi a leilão online para ajudar o Guarani a pagar dividas, mas não houve compradores e no dia 30 de março deste mesmo ano, a empresa de supermercados Grupo Zaffari, do Rio Grande do Sul, arrematou o estádio por R$ 105 milhões. O clube tenta reverter o leilão por considerar o valor muito abaixo do mercado imobiliário local.
Em 5 de maio de 2018, o Brinco de Ouro recebeu o quarto maior público do milênio, e o melhor da década.[carece de fontes?] No primeiro dérbi após cinco anos, o alviverde de Campinas enfrentou a Ponte Preta com 18.078 pagantes pela Série B do Campeonato Brasileiro. O jogo acabou com a vitória da Ponte Preta por 3 a 2.

## Eventos extraesportivos
Além de partidas de futebol, o Estádio Brinco de Ouro da Princesa já foi palco de shows musicais. No dia 11 de outubro de 1990, a banda Legião Urbana realizou uma apresentação no estádio para cerca de 10.000 pessoas. Em 27 de maio de 1991, o estádio recebeu um show da banda norueguesa A-Ha, durante sua turnê que atravessou o país na época.